# Marcelo Messina
Marcelo Favio Messina (Buenos Aires, Argentina, 23 de diciembre de 1968) es un exfutbolista y director técnico argentino. Fue un centrocampista ofensivo, canterano del club Nueva Chicago. Actualmente labora en Alfonso Ugarte de Puno, equipo de la Liga 2 de fútbol profesional de Perú. 
Ha dirigido en el fútbol peruano a la UANCV, al hístórico Alfonso Ugarte de Puno, al Sport Huancayo y al club Fuerza Minera, dejando un buen recuerdo entre la hinchada peruana por sus correctos planteamientos.
Marcelo Messina se desempeñó además actualmente como panelista del programa radial Tribuna Picante de Perú, donde fue asiduo colaborador con su experiencia como director técnico y exjugador de fútbol.

## Biografía
Marcelo Messina es hijo único de Domingo Messina y Josefina Ganino. Nació en el Hospital Italiano y pasó su infancia en el barrio del Parque Chacabuco. Desde muy joven estuvo atraído por el fútbol. Su padre era fanático del 'Cuervo'. En cambio, Marcelo es hincha confeso del 'Torito'.
Messina se encuentra divorciado y vive junto a sus tres hijos: Ayrton, Francesca y Shannon; en su natal Parque Chacabuco (Capital Federal).

## Trayectoria

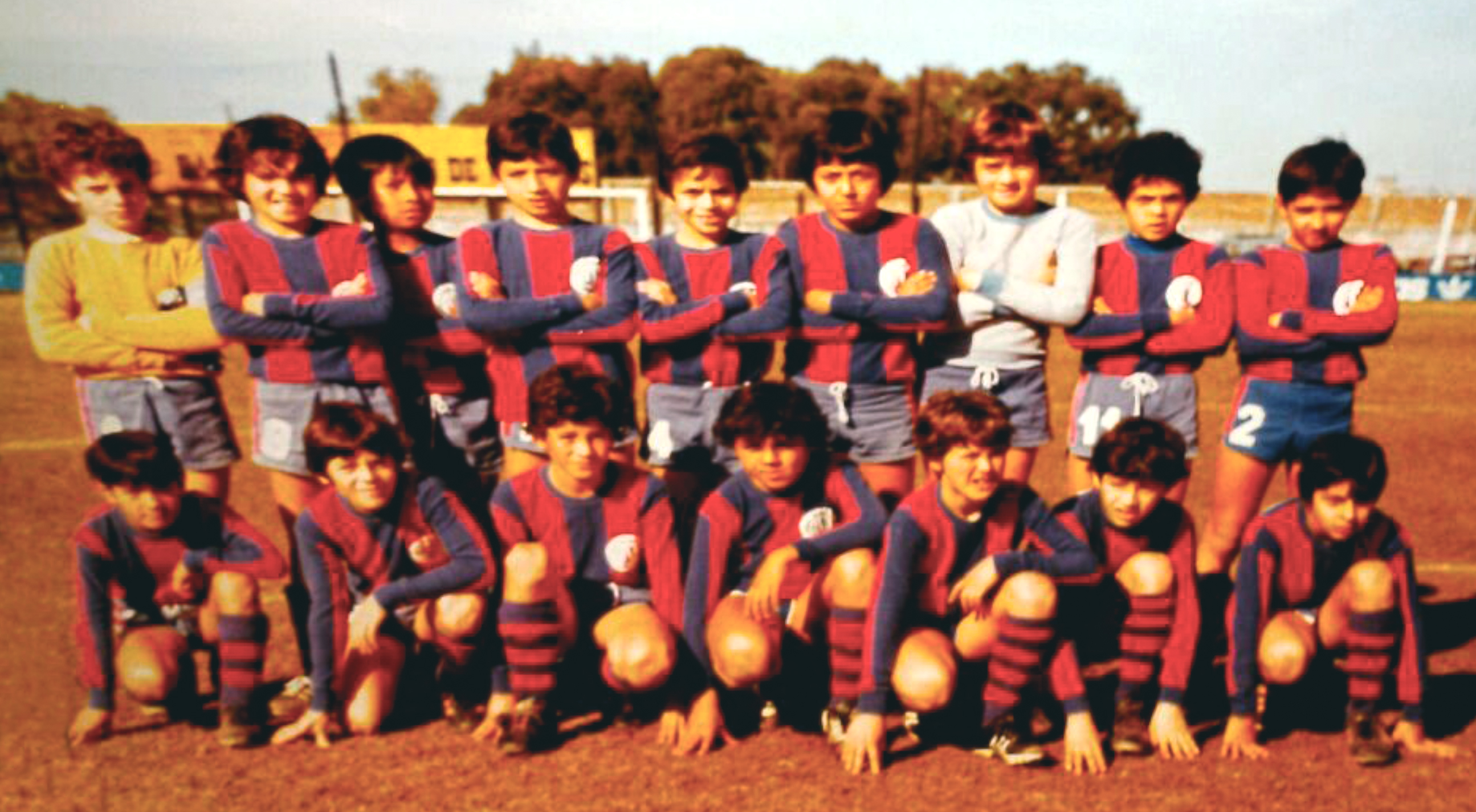
Marcelo Messina en la cantera de San Lorenzo.

### Menores
En 1978, su progenitor lo llevó a probarse en las menores de San Lorenzo, fue allí donde Clemente 'Toto' Berg y José 'Gallego' Fernández lo admitieron. En dicho club llegó a ganar un torneo internacional de menores denominado 'Mundialito', venciendo en la final al clásico rival: Huracán. Gabriel Guillaume, Alejandro Tévez, Miguel Maidana, Luis González, Gabriel Pasán, Pablo Viqueira, Domingo Frías, Rubén Chamorro, Adrián Benítez, Fernando Francarolli, Fabián Polo, Daniel Di Lorenzo, Osvaldo Brigante, José Lemos y Eduardo Gardelia, eran las 'promesas' de aquella camada. 
Tiempo después, pasó a formar parte del club Defensores, club que lo llevó a tener más minutos y a tener más experiencia con el transcurrir de los cotejos. De aquí, Marcelo daría un paso importante en su carrera.  
Fue Antonio Salum quién llevó a Marcelo a probarse en las juveniles de River Plate, el plan tuvo éxito. Allí tuvo de entrenadores a Martín Pando, Ernesto Duchini y al 'Viejo' Gutiérrez. En el par de años que estuvo en el club fue campeón, y posteriormente, subcampeón en su categoría. 
A mediados del 85', fue Carlos Caputo quién trasladara a Marcelo de Nuñez a la 'Paternal'. En Argentinos Juniors, conoció a José Pékerman y a Gerardo Salorio, el primero como su entrenador y el siguiente como preparador físicico. 
Messina estuvo entre 1978 y 1980 en San Lorenzo de Almagro, sección infantiles e inferiores de AFA.  
De 1981 A 1982 EN Defensores de Belgrano, sección inferiores de AFA. 
De 1983 a 1986 en River Plate, sección inferiores y reserva de AFA. 
De 1986 a 1987 en Argentinos Juniors, inferiores y reserva de AFA 
De 1987 a 1990 en Nueva Chicago, en inferiores,  reserva y primera división torneo de la B metropolitana de AFA. 
En 1990 llegó a préstamo al Club Atlético Ituzaingo en la primera división - torneo primera B metropolitana de AFA.
En 1991 estuvo en el Club Atlético Claypole, primera C de AFA, sección reserva de misión, jugó en 30 partidos y metió 25 goles. También hizo apariciones en la primera del equipo.
En 1992 llegó a Club Argentino de Merlo, torneo de primera C de AFA, fue dirigido por el técnico Jorge Troncoso.

### Debut

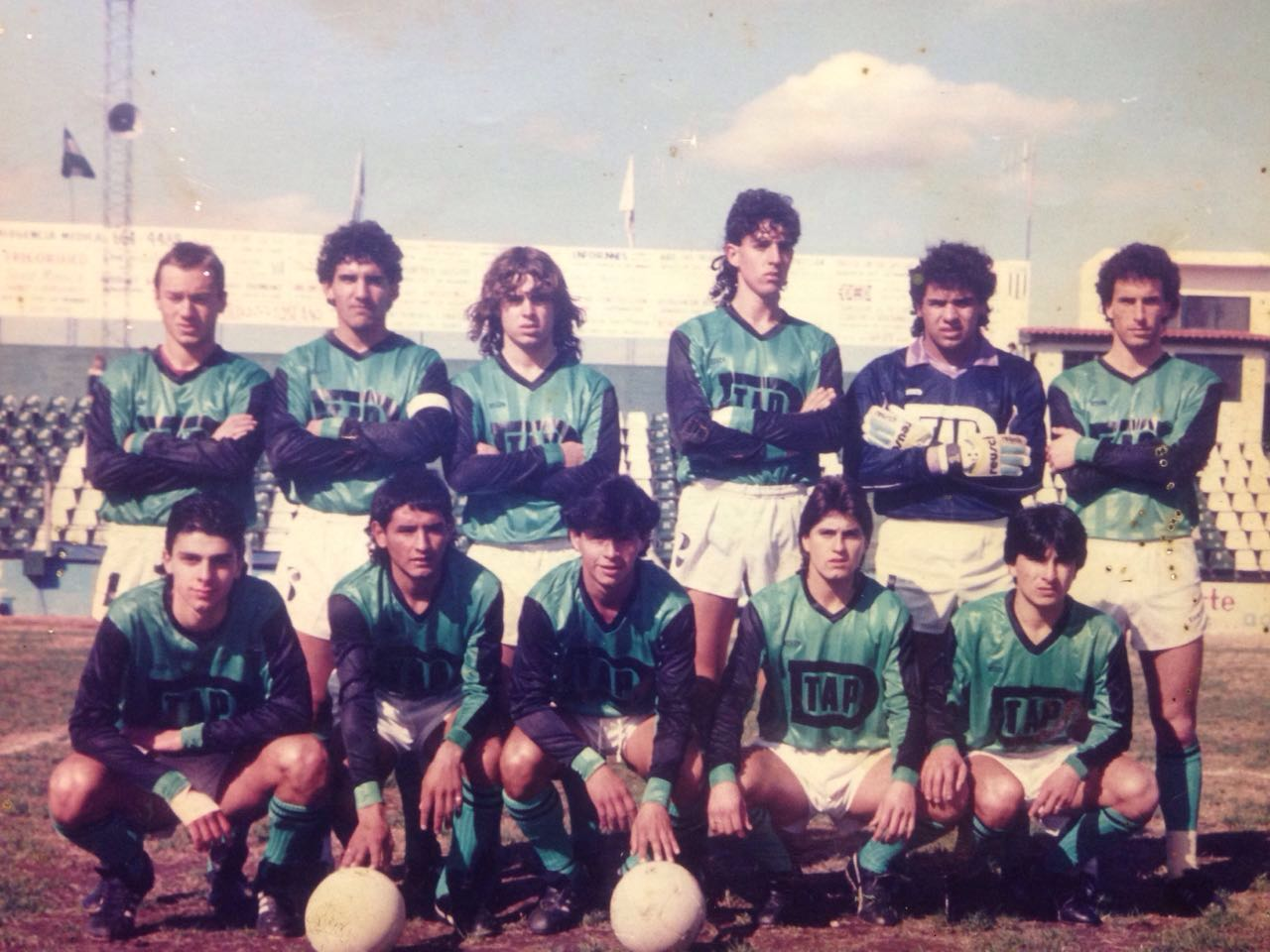
Messina con la indumentaria de Nueva Chicago, club que lo hizo debutar en la profesional.

Messina tenía 17 años y era goleador de Cuarta División con Nueva Chicago (20 dianas en 18 cotejos), al igual que en el Torneo de Reserva. Víctor Pardo era el técnico de la Cuarta de Chicago y tenía en Messina, un gran ariete. Ocurrió que, en el equipo principal de Primera B, hubo un lesionado durante una práctica cotidiana. Se trataba del enganche Eduardo Grecco, y quedó descartado para la jornada.
Para esto, el DT del primer equipo Hugo Zerr, ya lo tenía referenciado a Marcelo. Lo convocó a la nómina titular y a los días siguientes de entrenamiento, le dio la anhelada noticia: iba a debutar en primera. Zerr le había dado la confianza respectiva al juvenil, por lo que demostraba en reserva y en la filial. De local, Chicago se medía ante San Miguel, con el historial de no ganar hace 21 fechas, y se logró el cometido: un 2-1 meritorio. Messina consiguió el debut perfecto, porque anotó de tiro libre con un potente zurdazo. Asimismo, asistió de larga distancia a Ruben Dundo, y éste definió de vaselina.

### Carrera en la Argentina
General Belgrano acogió a Marcelo en 1994. Guillermo Panaro, Alfredo Di Pangrazio, Alberto Bulleri, Adrián García Cornaglia, Juan Aguilar y Adrián Antonetti estaban en las filas del club. El veterano Dante Mircoli los dirigía.
A finales del 98', su destino fue Bragado. El Club Racing lo esperaba, donde la plantilla era conformada por: Claudio Cazares, Juan Basto, Martín Bermejo, Darío Soler, José Lencinas, Carlos González, Omar Gómez, Adrián Urrijola, Jorge Longo, Ángel Viñales, Rogelio Guerrero, Leandro Juárez, Héctor García, Claudio Pereyra, Fernando Rodríguez, Carlos González, Osmar Gómez, Alejandro Jeréz y más. El estratega en aquella oportunidad fue Gustavo Hourcle. 
En 1999, cuando Marcelo defendía los colores de Quilmes de Rafaela, anotó un gol vital para conseguir al ascenso al Argentino B, en un definitorio 4-3 ante Unión de Sunchales. Al año siguiente, obtuvo un promedio interesante de goles con Deportivo Ramona, 22 goles en 24 partidos. Marcelo Mastandrea, Iván Juárez y Carlos Possetto fueron algunos de sus compañeros en dicha campaña.

### Carrera en el exterior

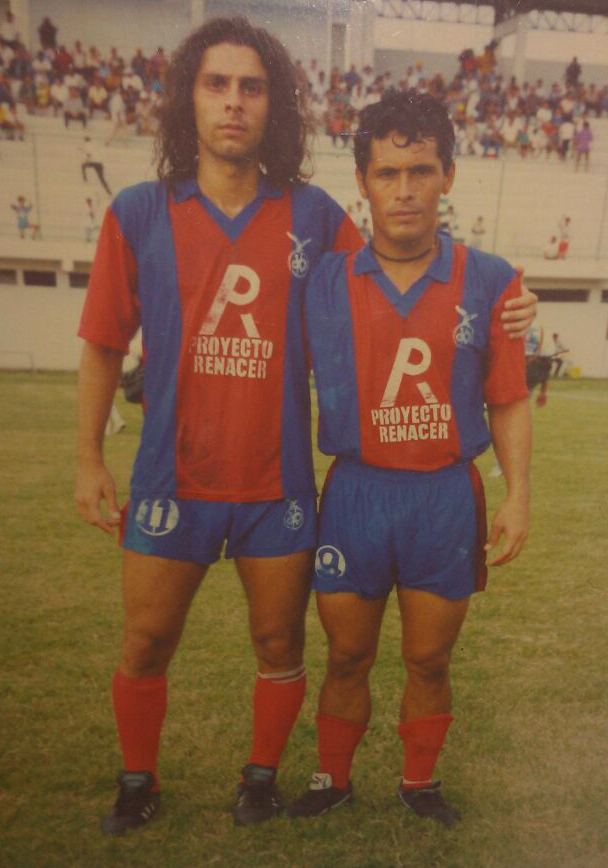
Messina y Torres, asistencia y gol en el Deportivo Quevedo (1997).

Allá por el 93', llegó a Venezuela. Trujillanos tenía a José Bottini en el arco. En la defensa figuraban Alexander Beccera, Giovanny Rivero, Domingo López y José Duran. En el mediocampo aparecían Luis Castellanos y Hebert Prida. Y en el ataque estaban Jesús Solís, Marcelo Messina, Henry Sevillano y Jorge Giralco.
Corría el año 1997, y Marcelo arribaba a tierras ecuatorianas. El Deportivo Quevedo prestaba de sus servicios. 
En su andar por Quevedo, tuvo una notable 'sociedad' con el ecuatoriano Tony Torres (quién no tenía brazo derecho). Un partido recordado se dio el 13 de abril de 1997, donde la escuadra 'rojiazul' empató de visita en el George Capwell. Fue 1-1 ante SC Emelec, con un soberbio gol de larga distancia de Torres.

### Selección nacional

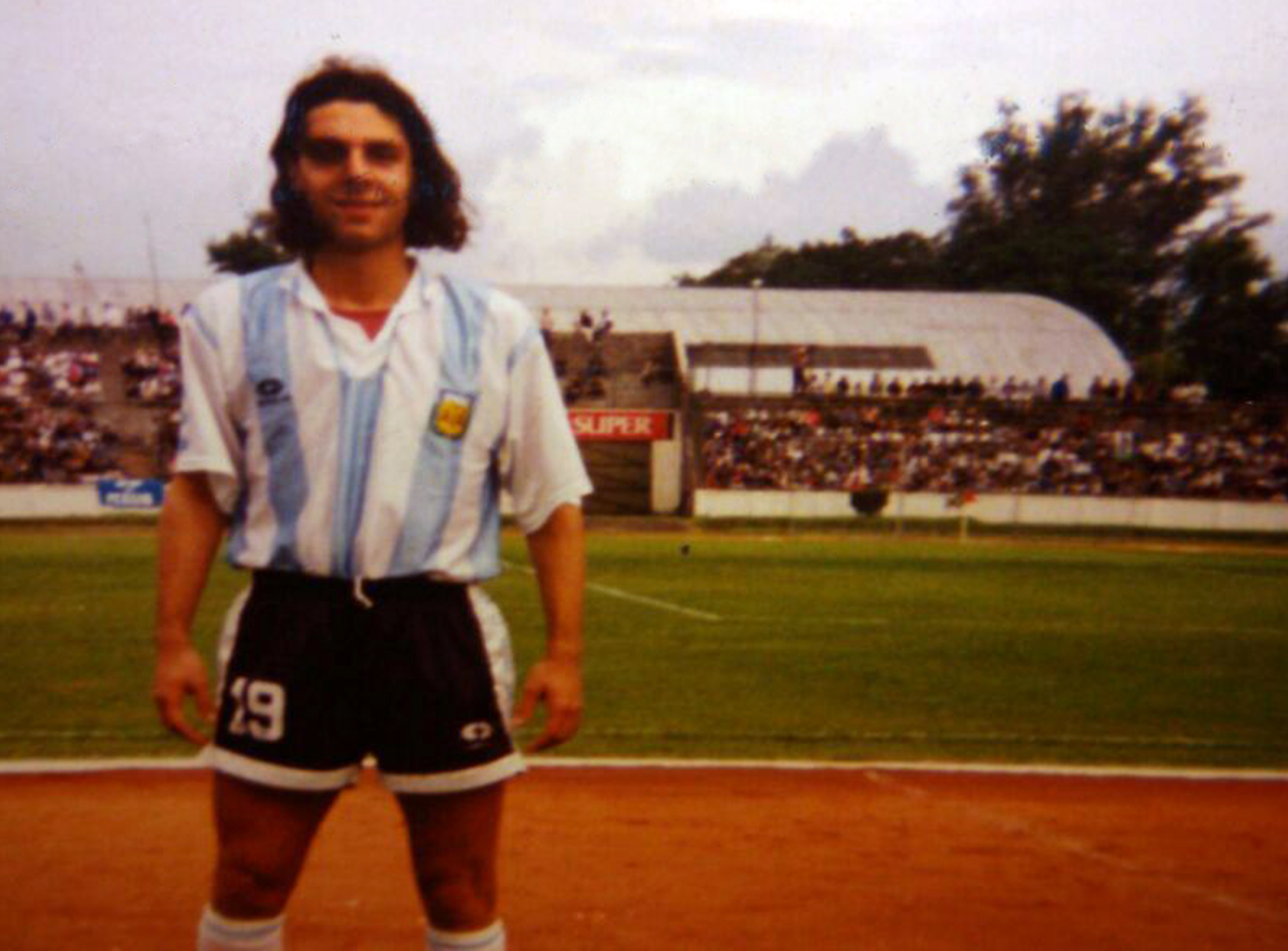
Marcelo Messina en la gira de la selección del ascenso por Indonesia (1996).

Messina llegó a representar a su país en una gira por Indonesia durante un mes, en 1996. En esa plantilla albiceleste figuraban: Carlos Gamarra, David Cortéz, Fernando Arce, Carlos García, Julio Gómez, Martín Gavazzi, Gabriel Morán, Javier Molinari, Marcos Musitelli, Marcelo Muñoz, Sebastián Navarro, Diego Godoy y Carlos Tonelli.
Un año antes, formó parte de un combinado patrio de agremiados, disputando cotejos en Buenos Aires. A pesar de tener carácter amistoso, fue un verdadero placer para Marcelo defender a su selección en dichas ocasiones.

## Clubes

### Como futbolista
| Club                                             | País      | Año       |
| ------------------------------------------------ | --------- | --------- |
| Club Atlético San Lorenzo de Almagro (menores)   | Argentina | 1978-1980 |
| Club Atlético Defensores de Belgrano (menores)   | Argentina | 1981-1982 |
| Club Atlético River Plate (menores)              | Argentina | 1983-1985 |
| Asociación Atlética Argentinos Juniors (menores) | Argentina | 1985-1987 |
| Club Atlético Nueva Chicago                      | Argentina | 1987-1990 |
| Club Atlético Ituzaingó (Préstamo)               | Argentina | 1989      |
| Club Atlético Claypole                           | Argentina | 1991      |
| Club Argentino de Merlo                          | Argentina | 1992      |
| Trujillanos FC                                   | Venezuela | 1993      |
| Club General Belgrano                            | Argentina | 1995-1996 |
| Club Atlético KDT (Pehuajó)                      | Argentina | 1997      |
| Club Deportivo Quevedo                           | Ecuador   | 1997-1998 |
| Club Real Santa Cruz                             | Bolivia   | 1998      |
| Club Estudiantes Unidos (Pehuajó)                | Argentina | 1998      |
| Club Racing (Bragado)                            | Argentina | 1998-1999 |
| Club Ferro Carril Oeste (General Pico)           | Argentina | 1999      |
| Club Atlético Quilmes de Rafaela                 | Argentina | 1999      |
| Centro Cultural y Deportivo Ramona               | Argentina | 2000      |
| Brera Calcio                                     | Italia    | 2002-2003 |
| G.S. Pro Gaggianese Calcio                       | Italia    | 2004-2005 |

### Como técnico / entrenador

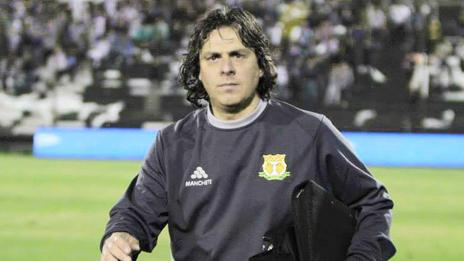
Messina debutando como director técnico en Sport Huancayo, en primera división ante Alianza Lima (2014).

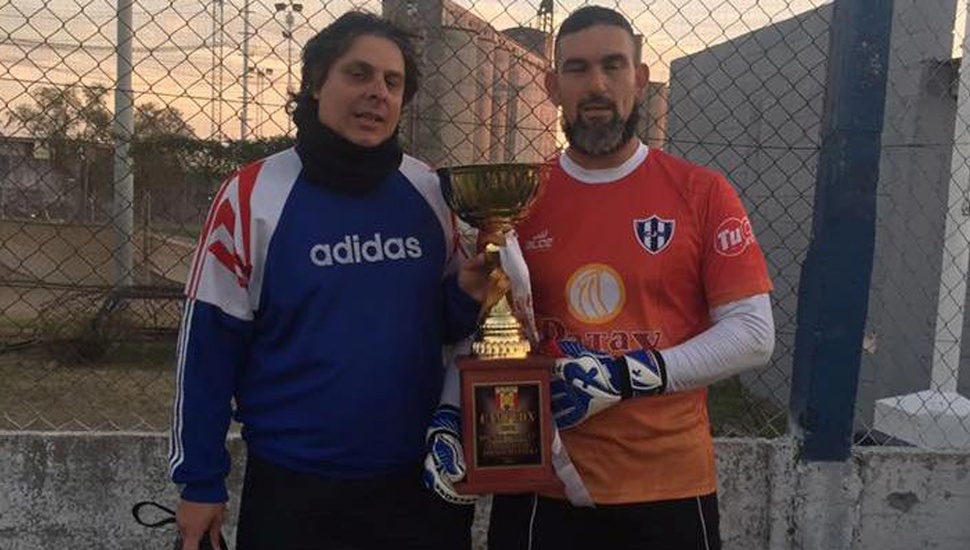
Marcelo Messina y Oscar De Giulio con el Apertura 2017 de la Liga Deportiva del Oeste (Club Jorge Newbery).

| Club                                                                           | País      | Año       | Cargo                                            |
| ------------------------------------------------------------------------------ | --------- | --------- | ------------------------------------------------ |
| Escuela de Fútbol Diego Armando Maradona Fundador: Francisco 'Francis' Cornejo | Argentina | 1997-1998 | Director técnico (divisiones menores)            |
| Escuela José Batista                                                           | Argentina | 1999-2000 | Director técnico (divisiones menores)            |
| Academia Víctor Ugarte                                                         | Argentina | 2000      | Ayudante de campo                                |
| Brera Calcio                                                                   | Italia    | 2002-2004 | Director técnico (divisiones menores)            |
| Asociación Atlética Argentinos Juniors                                         | Argentina | 2008      | Scouting / Director técnico (divisiones menores) |
| Club Social y Deportivo San Martín                                             | Argentina | 2008      | Ayudante de campo / Preparador de arqueros       |
| Club Social y Deportivo Liniers                                                | Argentina | 2009      | Director técnico                                 |
| Club Deportivo Español                                                         | Argentina | 2009      | Director técnico (divisiones menores)            |
| Academia Milton Melgar                                                         | Argentina | 2009      | Director técnico (divisiones menores)            |
| Club Almagro                                                                   | Argentina | 2010      | Director técnico (divisiones menores)            |
| Club Atlético Huracán                                                          | Argentina | 2010      | Coordinador (divisiones menores)                 |
| Asociación Atlética Argentinos Juniors                                         | Argentina | 2011-2013 | Coordinador General (divisiones menores)         |
| Club Deportivo Riestra                                                         | Argentina | 2012-2013 | Director técnico (divisiones menores)            |
| Junior UANCV                                                                   | Perú      | 2013      | Director técnico (Copa Perú)                     |
| Club Unión Libertad                                                            | Perú      | 2014      | Director técnico (Copa Perú)                     |
| Club Deportivo Alfonso Ugarte                                                  | Perú      | 2014      | Director técnico (Copa Perú)                     |
| Club Sport Huancayo                                                            | Perú      | 2014      | Director técnico (1.ª Div. Profesional)          |
| Unión Fuerza Minera                                                            | Perú      | 2014      | Gerente Deportivo (Copa Perú)                    |
| Club Deportivo Español                                                         | Argentina | 2016      | Director técnico (5.ª Div. AFA)                  |
| Club Tiro Federal                                                              | Argentina | 2016      | Director técnico (1.ª Div. Federal B)            |
| Club Jorge Newbery (Junín)                                                     | Argentina | 2016-2017 | Director técnico (1.ª Div. Federal B)            |
| Club Alianza Temperley                                                         | Argentina | 2018      | Director técnico (1.ª Div. Torneo del Interior)  |
| Sacachispas FC                                                                 | Argentina | 2018-2019 | 2.º director técnico (reserva Div. AFA)          |
| Club Xeneize de Quincapulpo de Perú                                            | Perú      | 2023      | Director técnico                                 |
| Club Aurora de Pusi                                                            | Perú      | 2023      | Director técnico (Copa Perú)                     |
| Club Deportivo Alfonso Ugarte                                                  | Perú      | 2023      | Director técnico (Liga 2 del fútbol peruano)     |
| Club Independiente del Altiplano                                               | Perú      | 2024      | Director técnico (Copa Perú)                     |

Messina es desde el 10 de enero de este año hasta la actualidad director técnico del Club Independiente del Altiplano que participa de la Copa Perú 2024.

## Reconocimientos

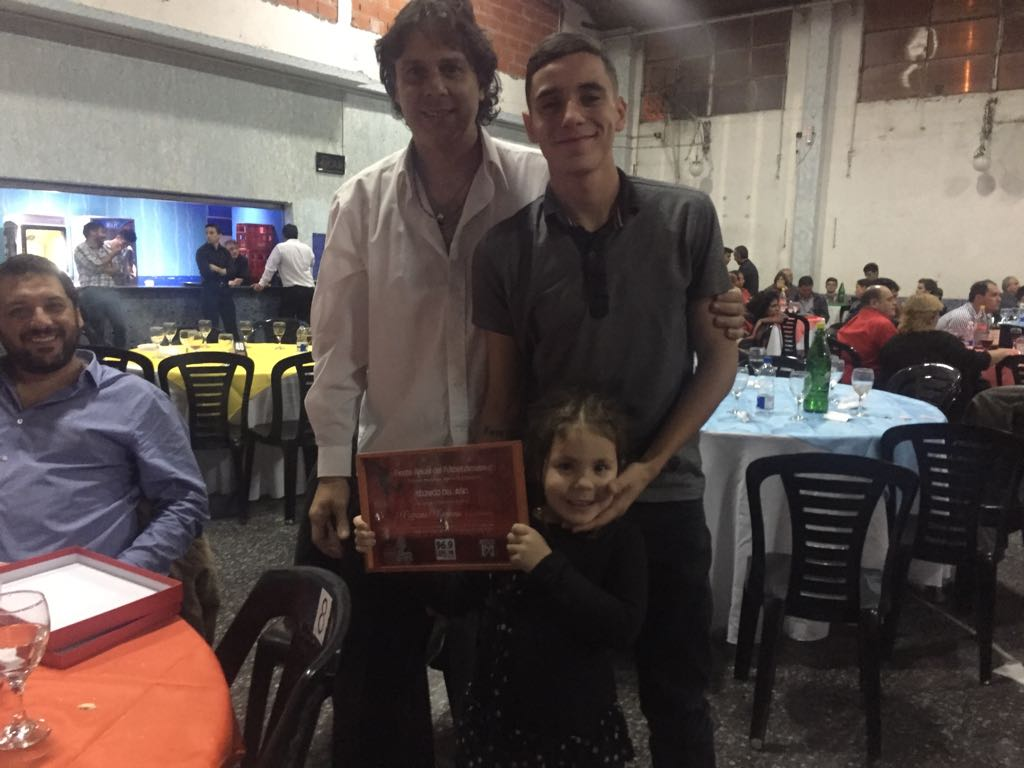
Messina siendo elegido el mejor entrenador del Torneo del Interior AFA y de la Liga Deportiva del Oeste con el Club Jorge Newbery de Junín (2017).

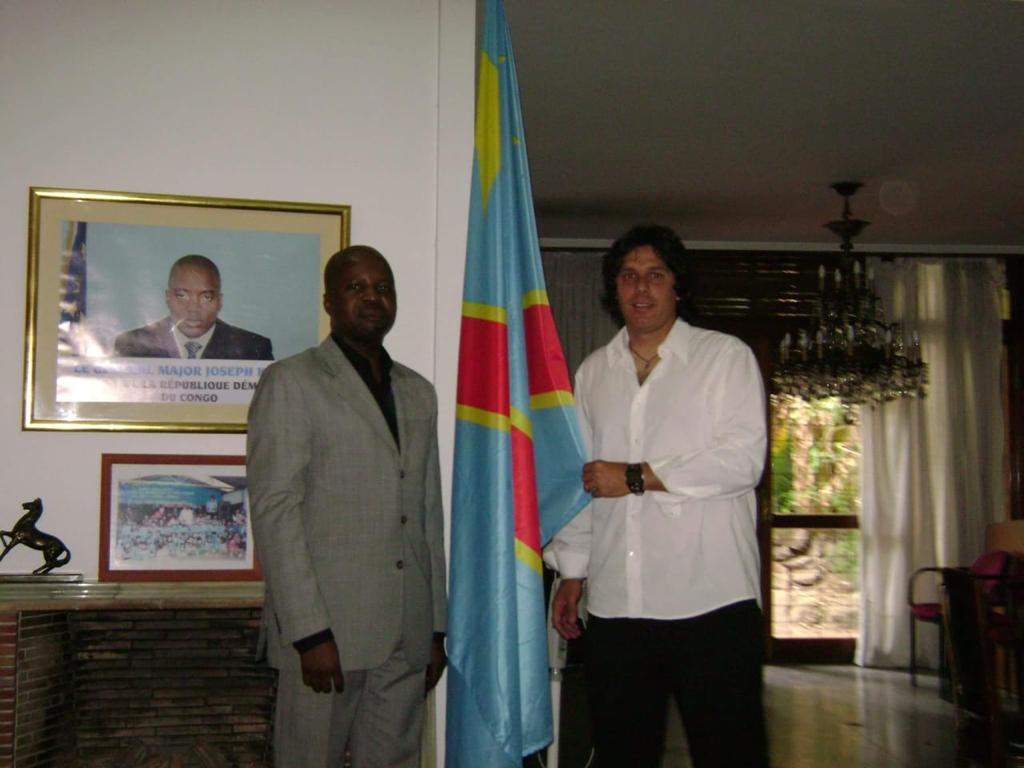
Marcelo Messina es reconocido por el embajador Lohaka Yemba (COD), por su labor y dedicación con los jugadores africanos en la Argentina (2006).

En 2006, Messina fue invitado a la embajada de la República Democrática del Congo en Buenos Aires. Fue reconocido por su trabajo y colaboración con los jugadores africanos que tuvo en su centro de entrenamiento CAEF. 
El 30 de mayo de 2018, fue elegido como Mejor Entrenador del Torneo del Interior AFA y Liga Deportiva del Oeste de la temporada 2017. La ceremonia anual de premiación se dio en la sede del Club Rivadavia. 
Aquella distinción se debió a la notable campaña efectuada en el Torneo Federal B de AFA 2015/2016 y 2016/2017. Donde salió campeón del Torneo Apertura 2017 (Liga Deportiva del Oeste AFA) y subcampeón de la Tercera División AFA 2017. Marcando un saldo de 15 victorias, 4 empates y una sola derrota en 20 cotejos disputados.

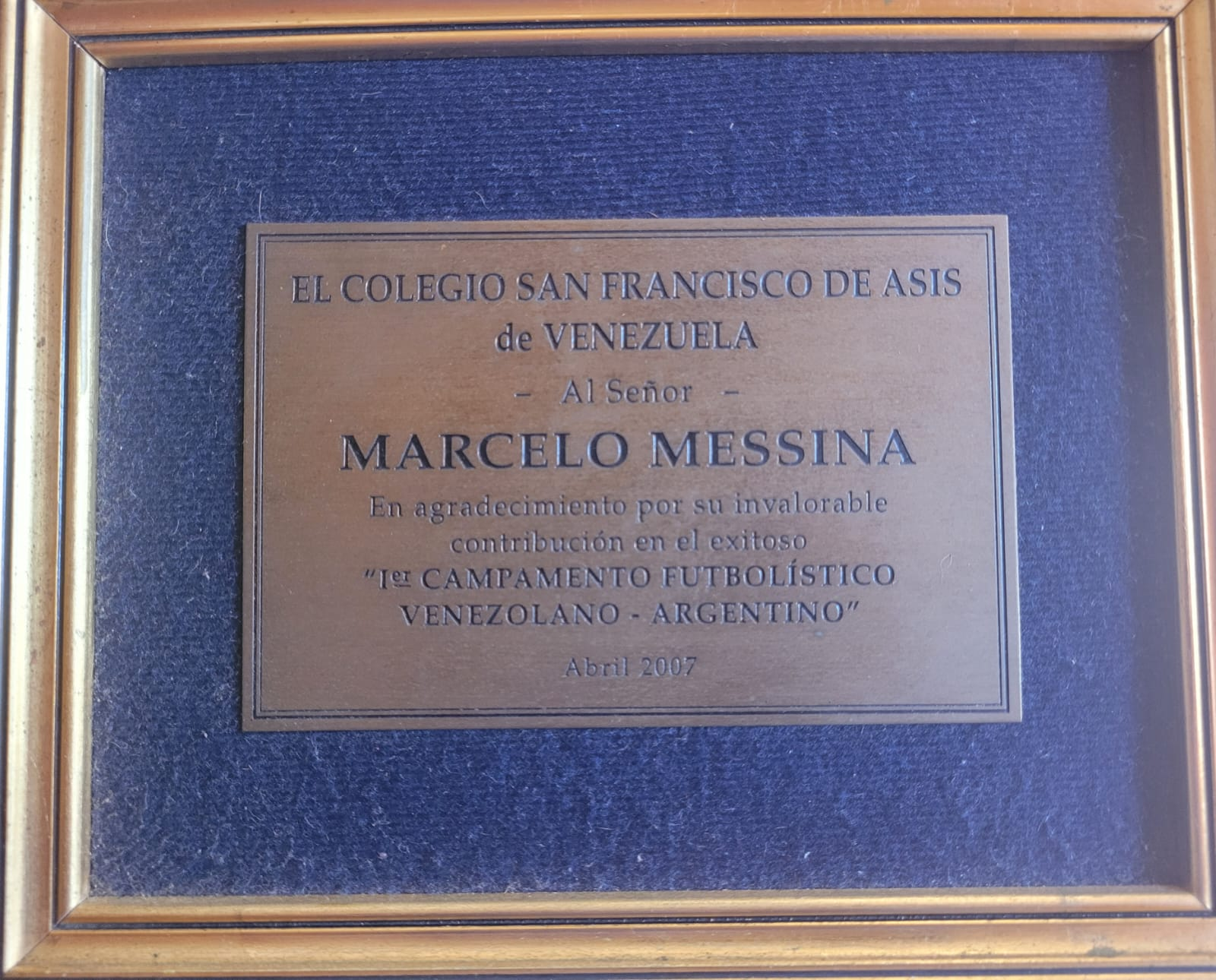
Al Gerente Deportivo del CAEF Marcelo Messina en reconocimiento y labor contributiva a la Delegado Venezolana en la Clínica Deportiva en el CAEF.